# 9 Armia (III Rzesza)
9 Armia (niem. 9. Armee) – jedna z niemieckich armii, uczestniczyła w agresji na Francję i ataku na Związek Radziecki.

## Historia
9 Armia została utworzona 15 maja 1940 roku na bazie sztabu OB Wschód. W tym samym roku uczestniczyła w agresji na Francję (Grupa Armii B i A), po jej zakończeniu została przerzucona do okupowanej Polski. Niemniej, była planowana do użycia w operacji desantowej na Wielką Brytanię, do której jednak nie doszło. W 1941 roku wzięła udział w ataku na Związek Radziecki, walcząc na terytorium ZSRR do 1944 roku, głównie w składzie Grupy Armii „Środek”. Uczestniczyła m.in. w ataku na Moskwę. W czasie walk z Armią Czerwoną, została rozbita na Białorusi w trakcie operacji Bagration. Skład wyjściowy 9 Armii uległ zniszczeniu w 70%, w tym zniszczenia lub rozbicia doznały dwa dowództwa korpusów i siedem dywizji.
Po podporządkowaniu dowództwu: IV Korpusu Pancernego SS, XXXIX Korpusu Pancernego i VIII Korpusu Armijnego, w lipcu 1944 obsadziła pozycje wokół Warszawy. Uczestniczyła w tłumieniu powstania warszawskiego. Ofensywa rozpoczęta 12 stycznia 1945 roku przez Armię Radziecką zmusiła ją do odwrotu z Warszawy. W kwietniu walczyła w bitwie o wzgórza Seelow, z których się wycofała. Po okrążeniu w kotle pod Halbe została zniszczona z końcem kwietnia 1945 roku przez wojska 1 Frontu Białoruskiego i 1 Frontu Ukraińskiego Armii Czerwonej.

## Dowódcy armii
- gen. płk Johannes Blaskowitz (do 29 maja 1940)
- gen. płk Adolf Strauß (30 maja 1940 – 14 stycznia 1942)
- marsz. Walther Model (15 stycznia 1942 – 23 maja 1942 ranny)
- gen. Albrecht Schubert (od 23 maja 1942)
- gen. płk Heinrich von Vietinghoff (do 1 grudnia 1942)
- marsz. Walther Model (1 grudnia 1942 – 3 listopada 1943)
- gen. płk Josef Harpe (4 listopada 1943 – 20 maja 1944)
- gen. piechoty Hans Jordan (20 maja 1944 – 26 czerwca 1944)
- gen. wojsk pancernych Nikolaus von Vormann (27 czerwca – 31 sierpnia 1944)
- gen. wojsk pancernych Smilo von Lüttwitz(inne języki) (1 września 1944 – 19 stycznia 1945)
- gen. piechoty Theodor Busse (od 19 stycznia 1945 do kapitulacji)[8]

## Struktura organizacyjna
Jednostki armijne: 307 Wyższe Dowództwo Artylerii, 582 Komendantura Tyłów, od 1942: 532, 511 pułk łączności i 531 Armijne Dowództwo Zaopatrzenia.
Skład w czerwcu 1940 roku:
- XXXII Korpus Armijny
- XVIII Korpus Armijny
- XXXXIII Korpus Armijny
- 88 Dywizja Piechoty
- 96 Dywizja Piechoty

Skład w grudniu 1941 roku:
- XXIII Korpus Armijny
- VI Korpus Armijny
- XXVII Korpus Armijny

Skład w czerwcu 1944 roku:
- XXXV Korpus Armijny
- XXXXI Korpus Armijny
- LV Korpus Armijny

Skład w marcu 1945 roku:
- CI Korpus Armijny
- XI Korpus SS
- V Korpus SS
- 10 Dywizja Grenadierów Pancernych